# 北澤宏一
北澤 宏一（きたざわ こういち、1943年4月17日 - 2014年9月26日）は、日本の化学者。1986年末から1987年に起きた高温超伝導研究フィーバーの火付け役として知られる。東京大学名誉教授。元東京都市大学学長・独立行政法人科学技術振興機構顧問。第20期日本学術会議会員、朝日賞の選考委員も務めた。2002年 紫綬褒章、2014年従四位瑞宝中綬章。長野県飯山市出身。

## 経歴

### 略歴
- 1962年3月 - 長野県長野高等学校卒業
- 1966年3月 - 東京大学理学部化学科卒業
- 1968年3月 - 東京大学工学系大学院工業化学専攻修士課程修了
- 1968年4月 - 東京大学工学系大学院工業化学専攻博士課程進学
- 1969年9月 - マサチューセッツ工科大学冶金および材料科学専攻博士課程入学
- 1972年2月 - マサチューセッツ工科大学冶金および材料科学専攻博士課程修了。Doctor of Science 取得。
- 1972年2月 - マサチューセッツ工科大学セラミックス部門研究員就任。DSR staff（Division of Sponsored Research)。
- 1972年12月 - マサチューセッツ工科大学セラミックス部門研究員辞任。
- 1973年1月 - 東京大学工学部合成化学科助手就任
- 1979年3月 - 東京大学工学部合成化学科講師就任
- 1982年4月 - 東京大学工学部物理工学科助教授就任
- 1987年7月 - 東京大学工学部工業化学科教授就任
- 1999年4月 - 東京大学大学院新領域創成科学研究科物質系専攻教授に配置換え
- （工学系研究科応用化学専攻、同 超伝導工学専攻教授兼担）
- 2002年5月 - 科学技術振興事業団専務理事就任
- 2003年10月 - 独立行政法人科学技術振興機構理事
- 2007年10月 - 独立行政法人科学技術振興機構理事長（ - 2011年9月）
- 2011年10月 - 独立行政法人科学技術振興機構顧問
- 2011年 - 福島原発事故独立検証委員会有識者委員会委員長
- 2013年9月 - 東京都市大学学長（任期は、2016年8月までの3年間）
- 2014年9月26日 - 急性肝不全のため死去[1]。71歳没。

## 受賞・栄典
- 1988年 - 日本IBM科学賞、日本セラミック大賞、応用物理学会賞
- 2000年 - 超電導科学技術賞
- 2002年 - 紫綬褒章
- 2014年 - 従四位、瑞宝中綬章[2]

## 著作
- 『科学技術者のみた日本・経済の夢 第4版改訂』
- 『磁気科学─磁場が拓く物質・機能および生命科学のフロンティア─』(監修)
- 『科学技術は日本を救うのか』
- 『日本は再生可能エネルギー大国になりうるか』2012年 ISBN 978-4-7993-1169-1